# Aeropuerto T4 (métro de Madrid)
Aeropuerto T4 est une station de métro à Madrid qui dessert le terminal 4 de l'aéroport Adolfo-Suárez de Madrid-Barajas.

## Histoire
La station constitue le terminus de la ligne 8 du métro madrilène et comme son nom l'indique se situe au niveau du terminal 4 de l'aéroport de Madrid-Barajas. Inaugurée le 3 mai 2007, sa mise en service amène la station Aeropuerto à être renommée Aeropuerto T1-T2-T3.
Comme la station Aeropuerto T1-T2-T3, l'accès à cette station s'effectue après paiement d'un supplément de trois euros qui concerne l'ensemble des tarifications à l'exception des abonnements.
Aeropuerto T4 constitue également le terminus de la ligne C-1 du réseau Cercanías Madrid.